# 蘿莎娜·蘇利文
蘿莎娜·蘇利文（英語：Rosana Sullivan）是一名美國導演、分鏡師、編劇與執行製作人，自2011年起在皮克斯動畫工作室任職。2019年，她編導了自己的第一部動畫短片《貓狗共患難》，並得到第92屆奧斯卡最佳動畫短片獎提名。

## 早期生活與教育
蘿莎娜·蘇利文出生於南卡羅來納州的查爾斯頓，並在德克薩斯州長大，有一個哥哥。她的父親是大學生物學教授，在她16歲升高中時接受了舊金山大學的新工作，全家因此搬到舊金山灣區。
蘇利文起初為了從事獸醫工作而學習，在舊金山大學主修生物。大三時，她為了滿足藝術學分而選修一門肖像畫課程，並意識到藝術才是自己該走的路。她在南加州大學完成大四的美術課程，於2007年畢業，之後就讀舊金山藝術大學，並於2010年畢業。

## 事業
蘇利文在2011年加入皮克斯動畫工作室前，曾在Ooga lab擔任首席角色設計師，及在Kabam擔任2D藝術家。在皮克斯，她為3D動畫片《怪獸大學》、《恐龍當家》、《小鷸初登場》和《超人特攻隊2》做出貢獻。她因《恐龍當家》而被提名2015年安妮獎，以表彰她在動畫長片中分鏡設計方面的傑出成就。2019年2月，她自編自導了她的第一部傳統動畫短片《貓狗共患難》，是火花短片系列的一部分。
2019年4月，蘇利文出版了一本自傳體繪本《Mommy, Sayang》，描述一名女孩與其母親在馬來西亞村莊的生活。這個故事和她撰寫的其他故事的靈感來自母親在馬來西亞的根源。
2021年1月，皮克斯宣布她將執導一部劇情長片。

## 作品
| Year | 片名             | 主要身份 | 主要身份 | 主要身份 | 主要身份   | 備註     |
| Year | 片名             | 導演     | 分鏡師   | 編劇     | 執行製作人 | 備註     |
| ---- | ---------------- | -------- | -------- | -------- | ---------- | -------- |
| 2009 | 《Long Shadows》 | 否       | 是       | 否       | 否         | 短篇電影 |
| 2013 | 《怪獸大學》     | 否       | 是       | 否       | 否         | 劇情長片 |
| 2015 | 《恐龍當家》     | 否       | 是       | 否       | 否         | 劇情長片 |
| 2016 | 《小鷸初登場》   | 否       | 是       | 否       | 否         | 短篇電影 |
| 2018 | 《超人特攻隊2》  | 否       | 是       | 否       | 否         | 劇情長片 |
| 2019 | 《貓狗共患難》   | 是       | 是       | 是       | 否         | 短篇電影 |
| 2019 | 《》             | 否       | 否       | 否       | 協理       | 劇情長片 |
| 2020 | 《無限循環》     | 否       | 否       | 故事信託 | 否         | 短篇電影 |
| 2020 | 《½的魔法》      | 否       | 是       | 否       | 否         | 劇情長片 |
| TBA  | 未釋出電影       | 是       | 待公布   | 待公布   | 待公布     | 劇情長片 |

## 獲獎
| 獲獎與提名名單 | 獲獎與提名名單 | 獲獎與提名名單 | 獲獎與提名名單 | 獲獎與提名名單 | 獲獎與提名名單 |
| 獎項           | 獲獎日期       | 種類           | 獲獎片名       | 結果           | 來源           |
| -------------- | -------------- | -------------- | -------------- | -------------- | -------------- |
| 安妮獎         | 2020年2月9日   | 最佳動畫短片獎 | 《貓狗共患難》 | 提名           | [ 11 ]         |

## 外部連結
- 蘿莎娜·蘇利文在互联网电影资料库（IMDb）上的資料（英文）
- "Episode 012: Rosana Sullivan – Pixar Story Artist" (audio) （页面存档备份，存于）
- Pixar's Rosana Sullivan ’07 keeps 'finding ways to make art' (video) （页面存档备份，存于）